# Santa Cruz La Laguna
Santa Cruz La Laguna est une ville du Guatemala dans le département de Sololá.